# Port lotniczy Yakutat
Port lotniczy Yakutat (IATA: YAK, ICAO: PAYA) – port lotniczy położony 6 km na południowy wschód od Yakutat, w stanie Alaska, w Stanach Zjednoczonych.